# 1737

## أحداث
- 21 مايو: تأسيس مدينة سان خوسيه، كوستاريكا وتقع حاليا في كوستاريكا.

## مواليد
- أبو العباس أحمد التيجاني
- إدوارد جيبون
- برناردين دي سان بيير
- توماس بين
- لويجي جالفاني
- وليام بيتي
- حسين العشاري

## وفيات
- جان غاستوني دي ميديشي